# La Belle et la Bête (film, 1983)
Pour le conte, voir La Belle et la Bête.
Pour plus de détails, voir Fiche technique et Distribution.
La Belle et la Bête (Skønheden og udyret) est un film danois réalisé par Nils Malmros, sorti en 1983.

## Fiche technique
- Titre : La Belle et la Bête
- Titre original : Skønheden og udyret
- Réalisation : Nils Malmros
- Scénario : Nils Malmros
- Musique : Gunner Møller Pedersen
- Photographie : Jan Weincke
- Montage : Birger Møller Jensen
- Production : Per Holst
- Société de production : Per Holst Filmproduktion
- Pays :  Danemark
- Genre : Drame
- Durée : 87 minutes
- Date de sortie : 
  - Danemark : 11 novembre 1983

## Distribution
- Line Arlien-Søborg : Mette
- Jesper Klein : Faderen
- Carsten Jørgensen : Jønne, le père
- Merete Voldstedlund : Moderen, la mère
- Eva Gram Schjoldager : Drude
- Michael Nørgaard : l'ami de Jønne
- Jan Johansen : Lars
- Lone Elliot : Søsser

## Distinctions
Le film a été présenté en sélection officielle en compétition à la Berlinale 1984.
Il a remporté plusieurs prix au Danemark.
- Roberts :
  - Meilleur film
  - Meilleur acteur pour Jesper Klein
  - Meilleure actrice pour Line Arlien-Søborg
  - Meilleur scénario

- Bodil :
  - Meilleur film
  - Meilleure actrice pour Line Arlien-Søborg